# Saanika
Saanika (Duits: Saniko) is een plaats in de Estlandse gemeente Haapsalu, provincie Läänemaa. De plaats heeft de status van dorp (Estisch: küla).
Tot in oktober 2017 behoorde Saanika tot de gemeente Ridala. In die maand werd Ridala samengevoegd met de stad Haapsalu tot de gemeente Haapsalu.

## Bevolking
Het dorp had 21 inwoners op 31 december 2011 en 19 inwoners op 31 december 2021.

## Geschiedenis
Saanika werd voor het eerst genoemd in 1591 onder de naam Saunick, een dorp op het ‘semi-landgoed’ Jesse (Jõesse, dat sinds 2017 in de gemeente Lääne-Nigula ligt). Een ‘semi-landgoed’ (Duits: Beigut, Estisch: poolmõis) is een landgoed dat deel uitmaakt van een groter landgoed, in dit geval Wenden (Võnnu). In 1595 heette het dorp Sandick, in 1598 Sannike by (by is Zweeds voor ‘dorp’), in 1689 Sannicko en in 1798 Sanike.

## Geboren in Saanika
- Cyrillus Kreek, componist en dirigent